# Раутио, Нина Валентиновна
Ни́на Валенти́новна Ра́утио (родилась 21 сентября 1957 года, Петрозаводск) — советская и российская оперная певица (сопрано). Солистка Большого театра (1987—1993).

## Биография и артистическая карьера
Первые 19 лет своей жизни певица провела в Петрозаводске, Республика Карелия, где окончила музыкальную школу по классу фортепиано и музыкальное училище по двум специальностям (теоретическое и вокальное отделения) с отличием в классе вокала З. И. Ларькиной.
В 1983 окончила вокальный факультет Ленинградской гос. консерватории (класс доцента Е. А. Абросимовой). Во время учёбы исполняла партию Виолетты («Травиата») в спектаклях Оперной студии консерватории. Лауреат Международного конкурса вокалистов имени Э. Вила-Лобоса (1983, II премия, Рио-де-Жанейро) и Международного конкурса им. П. И. Чайковского (1986, IV премия, Москва).
С 1984 года началась её оперная карьера с выступлением в Малеготе на сцене Санкт-Петербургского Малого Оперного Театра в главной роли (солистка). После участия в конкурсе им. П. И. Чайковского последовало приглашение присоединиться к оперной труппе Большого Театра в Москве, где уже с января 1987 года ей было предложено место ведущей оперной солистки. Одновременно она принимала участие в концертных выступлениях на престижных сценах Москвы, Ленинграда и на радио.
В 1987—1993 — солистка Большого театра. Исполняла партии первого положения, среди которых: Мария («Мазепа», реж. С. Ф. Бондарчук), Амелия («Бал-маскарад», реж. С. А. Штейн) обе — 1987, Елизавета («Дон Карлос», реж. И. М. Туманов), Сантуцца («Сельская честь», реж. Штейн, обе — 1988), Татьяна («Евгений Онегин», реж. Б. А. Покровский), Лиза («Пиковая дама», реж. Баратов, редакция Покровского, обе — 1989), Оксана (1990, «Ночь перед Рождеством», реж. А. Б. Титель), Иоанна («Орлеанская дева», реж. Покровский) и другие.
«Обладательница голоса красивейшего тембра, несущего в себе широкую палитру граней и оттенков, Нина Раутио владеет волевым потенциалом, определяющим природу её актёрского дарования», — писал режиссёр Большого Театра В. Г. Милков. Критик А. Э. Хрипин отмечал, что «любое определение (драматическое, лирико-драматическое сопрано) будет условным, ибо голос этот как бы синтезирует в себе звуки и краски всех женских регистров: от бархатистых контральтовых низов до звонких переливов колоратурного сопрано. Её диапазон (рабочий) уникален — от соль малой октавы до ми-бемоль третьей, почти три октавы. Всего оригинальнее нижний, „грудной“ регистр, обволакивающий слух, густой и наполненный. Верхний отмечен чистотой, серебристостью и полётностью. В нём одновременно виртуозная подвижность и динамическая плотность звука…» («СК», 06.10.1990).
В конце 1980-х Нина Раутио сотрудничала с музыкальным театром «Форум» под руководством М. В. Юровского, где исполнила партию жрицы Фаусты в опере Д. С. Бортнянского «Квинт Фабий» (1990, 1-я исполнительница в России, реж. Д. А. Бертман).
В 1991 году впервые выступила в Метрополитен-опере и на Эдинбургском фестивале. После этих выступлений была приглашена в «Ла Скала», Милан, в феврале 1992, как дублёр на главную роль в «Манон Леско» Пуччини, под руководством дирижёра Лорина Маазеля. После нескольких дней репетирования в «Ла Скала» была приглашена на запись оперы с маэстро Маазелем.
Позже исполнила там же партию Елизаветы в «Дон Карлосе» Верди (дир. Р. Мути), участвовала в исполнении «Глаголической мессы» Л. Яначека (дир. Р. Шайи).
С успешного дебюта в «Ла Скала» началось плодотворное сотрудничество Раутио с выдающимися европейскими дирижёрами — Л. Маазелем (в 1992 гастролировала с Питтсбургским симфоническим оркестром и Р. Шайи, по приглашению которого выступила в качестве солистки с Королевским оркестром Концергебау (Нидерланды) в Рождественском концерте «Евровидения».
Творчество Н. Раутио высоко ценил Л. Паваротти, неоднократно выступавший её партнёром в спектаклях («Дон Карлос», «Бал-маскарад», «Андре Шенье», «Манон Леско», Реквием Верди и др.).
С начала 1990-х живёт в Лондоне. Гастролирует по всему миру: выступала в спектаклях театров: «Ковент Гарден» (Лондон, дир. Д. Гатти, партии: Амелия («Бал-маскарад»), Аида, Дездемона; дир. М. В. Юровский, партия Абигайль, «Набукко»), Римская опера (партия Аиды, дир. Д. Орен), «Метрополитен Опера» (Нью-Йорк, дир. К. Бадя, партия Аиды; партия Тоски), «Опера Бастиль» (Париж, партия Лизы в «Пиковой даме», реж. А. С. Кончаловский), Новая Израильская опера (партия Аиды; Реквием Верди с Израильским филармоническим оркестром, дир. З. Мета), Венская опера (партия Лизы, реж. К. Хоррес; Манон, дир. Маазель), театр Коммунале (Флоренция, Дездемона), Немецкой государственной опере (Берлин, Амелия в опере «Симон Бокканегра», Аида, Леонора («Сила судьбы»), Арена ди Верона (Аида) и др.
В оперном репертуаре Раутио более 20 главных партий, среди которых также Леди Макбет, Леонора в «Трубадуре» Верди, Матильда в опере «Вильгельм Телль» Россини, Маддалена в «Андре Шенье» У. Джордано, Донна Анна в «Дон Жуане» Моцарта и др. Неоднократно участвовала в спектаклях фестиваля в Савонлинне (Финляндия), где пела Аиду (1992), выступала с концертными программами; фестивалей в Оранже (партия Дездемоны, оркестр BBC) и в Зальцбурге (Симфония № 2 Г. Малера, оба — дир. Маазель). Участница отечественных музыкальных проектов (фестиваль «Золотые голоса мира в Москве», концерт «Звезды оперной сцены в Москве», Международный оперный фестиваль имени М. Д. Михайлова в Чебоксарах, фестиваль «Алябьевская музыкальная осень» в С и др.)
Много работает на концертной сцене. В обширном камерно-ораториальном репертуаре — произведения мировой классики (в том числе сочинения Л. ван Бетховена, Г. Малера, Чайковского, Рахманинова, Ф. Пуленка, И. Ф. Стравинского, М. Типпетта, Г. В. Свиридова и др.). В 1990 в концерте, посвященном 75-летию Свиридова, исполнила его романсы и поэму для голоса с фортепиано «Отчалившая Русь» на стихи С. А. Есенина (партия фортепияно Е. П. Савельева, БЗК).
В 2002—2003 годах возглавляла Музыкальный театр Карелии (артистический директор) в Петрозаводске. В качестве режиссёра осуществила постановку на сцене театра
оперы «Сельская честь» Масканьи, где также исполнила партию Сантуццы.
В 2003 году была приглашена Правительством Республики Карелия на должность советника Главы республики по культурным связям. Сотрудничала с Академией хорового искусства имени В. С. Попова (преподавала вокал) в Москве.
В настоящее время Нина Раутио преподаёт вокал в Лондоне и в России.
- Первый муж — Карл Хейнович Раутио[9], внук К. Э. Раутио[10][11].
  - Сын — пианист, дирижёр Ян Карлoвич Раутио.

## Партии
- Амелия  («Бал-маскарад» Дж. Верди)
- Елизавета  («Дон Карлос» Дж. Верди)
- Дездемона  («Отелло» Дж. Верди)
- Леонора  («Трубадур» Дж. Верди)
- Амелия («Симон Бокканегра» Дж. Верди)
- Абигайль («Набукко» Дж. Верди)
- Леди Макбет («Макбет» Дж. Верди)
- Виолетта  («Травиата» Дж. Верди)
- Манон Леско («Манон Леско»Пуччини)
- Тоска («Тоска» Пуччини)
- Маддалена («Андре Шенье»Джордано)
- Донна Анна  («Дон Жуан» Моцарта)
- Матильда  («Вильгельм Телль» Россини)
- Жрица Фауста  («Квинт Фабий» Керубини)
- Сантуцца («Сельская честь» П. Масканьи)
- Татьяна  («Евгений Онегин» П. И. Чайковского)
- Лиза  («Пиковая дама» П. И. Чайковского)
- Иоанна («Орлеанская дева» П. И. Чайковского)
- Мария («Мазепа» П. И. Чайковского)
- Оксана(«Ночь перед Рождеством» Н. А. Римского-Корсакова)
- Параша («Мавра» И. Ф. Стравинского)

## Дискография

### CD and DVD
- 1992 — Пуччини: Манон Леско, Sony Classical, Teatro alla Scala;
- 1993 — Чайковский: Орлеанская Дева, Warner Music Group;
- 1995 — The Puccini Experience, Conifer Records, Royal Opera House;
- 1996 — Чайковский: Романсы, 2 часть, Conifer Records;
- 1996 — Чайковский: Романсы , 5 часть, Conifer Records;
- 1996 — Рахманинов: Романсы, Conifer Records;